# دنیاگیری کووید-۱۹ در پاکستان
دنیاگیری کووید-۱۹ در پاکستان بخشی از دنیاگیری بیماری کروناویروس ۲۰۱۹ در جهان است. اولین مورد تأیید شده در پاکستان در ۲۶ فوریه ۲۰۲۰ در شهر کراچی و اسلام‌آباد اعلام شد.